# Ettischleben
Ettischleben is een dorp in de Ilm-Kreis in de Duitse deelstaat Thüringen.

## Geschiedenis
Het dorp wordt voor het eerst vermeld in een oorkonde uit de achtste eeuw.
Ettischleben werd in 1950 bij de gemeente Alkersleben gevoegd, maar 13 jaar later werd dat ongedaan gemaakt en werd het dorp ingedeeld bij Marlishausen. In 1994 werd die gemeente deel van de toen gevormde gemeente Wipfratal, die op 1 januari 2019 opging in de gemeente Arnstadt.
Angelhausen-Oberndorf · Arnstadt · Branchewinda · Dannheim · Dosdorf · Espenfeld · Ettischleben · Görbitzhausen · Hausen · Kettmannshausen · Marlishausen · Neuroda · Reinsfeld · Roda · Rudisleben · Schmerfeld · Siegelbach · Wipfra